# Moritz xứ Sachsen
Moritz xứ Sachsen (21 tháng 3 năm 1521 – 9 tháng 7 năm 1553) là Công tước xứ Sachsen từ năm 1541 đến 1547, và sau là Tuyển hầu xứ Sachsen từ năm 1547 cho đến khi qua đời vào năm 1553. Ông là tuyển đế hầu đầu tiên của dòng Albertine, nhánh dưới của Nhà Wettin. Sau khi qua đời vào năm 1553, không có con trai thừa tự, Tuyển hầu xứ Sachsen đã được thừa kế bởi em trai út của ông là Công tước August.
Sau Hiệp ước Leipzig năm 1485, ông nội của Moritz là Công tước Albrecht được người anh trưởng là Ernst, Tuyển hầu xứ Sachsen chia cho Bá quốc Meissen và các quận xung quanh, và chính thức sáng lập ra dòng Albertine. Trong khi đó, nhánh trưởng là dòng Ernestine thì cai trị Tuyển hầu xứ Sachsen. Đến đời của ông, nhờ thao túng các liên minh và tranh chấp thông minh của mình, Moritz đã giành được Tuyển hầu xứ Sachsen từ tay của người anh họ đời thứ 3 là Johann Friedrich của dòng Ernestine vào năm 1547, kể từ đó, dòng Albertine của ông đã nắm quyền đứng đầu Triều đại Wettin và nắm 1/8 phiếu tuyển đế hầu để bầu ra Hoàng đế La Mã Thần thánh cho đến khi đế chế này xụp đổ vào năm 1806. Chính dòng Albertine của ông cũng sở hữu Vương quốc Sachsen và nâng triều đại Wettin lên hàng vương tộc ở châu Âu. Tuy không có ảnh hưởng quốc tế nhiều như dòng Ernestine, nhưng dòng Albertine cũng đã ảnh hưởng lâu dài trong Đế chế La Mã Thần Thánh và lịch sử Ba Lan.

## Literature
- Georg Voigt, Moritz von Sachsen, Leipzig 1876.
- Erich Brandenburg, Moritz von Sachsen, Bd. I, Leipzig 1899.
- Günther, Wartenberg, Landesherrschaft und Reformation. Moritz von Sachsen und die albertinische Kirchenpolitik bis 1546. Weimar 1988.
- Karlheinz Blaschke, Moritz von Sachsen. Ein Reformationsfürst der zweiten Generation. Göttingen 1983.
- Johannes Herrmann, Moritz von Sachsen. Beucha 2003.
- Hans Baumgarten, Moritz von Sachsen, Berlin 1941.
- Hof und Hofkultur unter Moritz von Sachsen (1521–1553), hrsg. von André Thieme und Jochen Vötsch, unter Mitarbeit von Ingolf Gräßler im Auftrag des Vereins für sächsische Landesgeschichte, Beucha 2004.
- Bài viết này bao gồm văn bản từ một ấn phẩm hiện thời trong phạm vi công cộng: Chisholm, Hugh biên tập (1911). “Maurice, elector of Saxony”. Encyclopædia Britannica (ấn bản thứ 11). Cambridge University Press.
- Hans-Joachim Böttcher, Anna Prinzessin von Sachsen (1544-1577) - Eine Lebenstragödie, Dresden 2013, ISBN 978-3-941757-39-4.